# Teillots
Teillots település Franciaországban, Dordogne megyében. Lakosainak száma 99 fő (2022. január 1.). Teillots Sainte-Trie, Segonzac, Coubjours, Badefols-d’Ans és Boisseuilh községekkel határos.

## Népesség
A település népessége az elmúlt években az alábbi módon változott:
| Lakosok száma | 152  | 131  | 123  | 130  | 99   | 98   | 102  | 99   | 98   | 99   |
|               | 1968 | 1982 | 1990 | 2006 | 2013 | 2015 | 2017 | 2019 | 2020 | 2022 |